# El Pingüí (còmics)
El Pingüí (Oswald Chesterfield Cobblepot) és un supervilà fictíci que apareix en còmics publicats per DC Comics, normalment com un adversari del superheroi Batman. El personatge va fer la seva primera aparició a Detective Comics# 58 (desembre de 1941) i va ser creat per Bob Kane i Bill Finger. El Pingüí és un dels enemics més perdurables de Batman i pertany al col·lectiu d'adversaris que formen la "galeria de malvats" de Batman.
El Pingüí és un mafiós de Gotham City que es considera un "cavaller del crim", sovint amb un monocle, barret i esmòquing. El personatge és un home baix i obès, amb el nas llarg, i utilitza els paraigües d'alta tecnologia com a armes. El Pingüí dirigeix una discoteca anomenada Iceberg Lounge que proporciona una cobertura per a la seva activitat criminal, i Batman de vegades utilitza la discoteca com a font d'informació criminal de l'inframón. A diferència de la majoria dels malvats de Batman, el Pingüí és sa i controla les seves accions, donant-li una relació única amb Batman. Segons Kane, el personatge es va inspirar en la mascota publicitària dels cigarrets Kool, un Pingüí amb barret i canya. Finger pensava que la imatge dels cavallers d'alta societat amb esmòquings era una reminiscència del pingüí emperador.
El personatge ha estat presentat en diverses adaptacions als mitjans, incloent-hi llargmetratges, sèries de televisió i videojocs. Per exemple, Paul Williams i David Ogden Stiers li han donat la veu a DC animated universe, Tom Kenny a The Batman, i Nolan North a la sèrie de videojocs Batman: Arkham City. Entre els actors que l'han interpretat estan Burgess Meredith a la sèrie de televisió Batman dels anys 60 i el seu spinoff film, Danny DeVito a Batman Returns i Robin Lord Taylor a la sèrie de televisió. Gotham.
El Pingüí ha estat nominat repetidament un dels millors vilans de Batman i un dels majors vilans del còmic. El Pingüí va ser el número 51 de la llista d'IGN dels 100 millors vilans de còmics de tots els temps.

## Biografia
Nascut Oswald Chesterfield Cobblepot, el Pingüí va ser assetjat de nen per la seva curta estatura, pes, forma de caminar i el nas. Diverses històries relaten que es va veure obligat, de petit, a portar sempre un paraigua per part de la seva mare sobreprotectora a causa de la mort del seu pare per una pneumònia bronquial causada per sortir a la pluja sense paraigües. La seva mare era propietària d'una botiga d'ocells, ocells que Cobblepot mirava amb atenció i que serien els seus únics amics en créixer. El seu amor pels ocells el portaria finalment a estudiar ornitologia a la universitat, només per saber que sabia més sobre els ocells que la majoria dels seus professors. En algunes versions, Cobblepot es converteix en un criminal després de morir la seva mare i la botiga d'ocells i els ocells són embargats per a pagar els seus deutes. En d'altres, és un forassenyat d'una família d'alta societat i el seu rebuig l'empeny a convertir-se en un criminal. D'acord amb els seus orígens aristocràtics, el Pingüí continua la seva carrera criminal mentre porta vestits formals com un barret de copa alta, un monocle i un esmòquing, especialment del disseny "corbata i corbata blanca". És un dels relativament pocs vilans de la galeria de malvats de Batman que és sa i amb un control total de les seves accions, tot i que segueix sent despietat i capaç de violència extrema. També és molt intel·ligent i pot fins i tot competir en enginy amb Batman.

### Pre- crisi
Conegut originalment només pel seu àlies, el Pingüí va aparèixer per primera vegada a Gotham City com un lladre especialitzat, prenent una pintura impagable del museu amagant el llenç enrotllat al mànec del seu paraigua. El Pingüí va utilitzar més tard el llenç com a prova del seu intel·lecte en una munió local, a la qual es va permetre unir. Amb l'ajuda del Pingüí, la multitud va treure una sèrie de bruixos enginyosos, però el líder de la multitud i el "ocell amb monòcul" van acabar caient, portant a Cobblepot a matar-lo amb el seu fusell de paraigües. El Pingüí es va convertir en el líder de la multitud i va intentar neutralitzar Batman mitjançant l'enquadrament en el robatori. Els plans del Pingüí es van evitar finalment, però el bandit es va escapar.
El Pingüí va ser una persistent nemesis per a Batman i Robin durant les edats d'or i plata, tirant trama rere trama, com ara unir-se amb el Joker, intentant extorsionar diners d'una companyia naviliera pretenent congelar a un membre del seu consell d'administració, i participant en la subhasta de la identitat secreta de Batman feta per Hugo Strange.
El Pingüí va fer la seva última aparició durant la darrera aparició del Batman Earth-One. Després que ell i una multitud d'enemics de Batman fossin separats a l'Asil Arkham i la Penitenciaria de Gotham per Ra's al Ghul, el Pingüí realitza els plans de Ra de segrestar els amics i els aliats de Batman. El Pingüí, juntament amb el Joker, el  Barreter Boig, el Cavalier, Deadshot i Killer Moth, van assetjar la seu de la policia de Gotham City, però es veuen enfuriats quan el Joker saboteja el seu intent de detenir el comissari James Gordon per un rescat. Es produeix un enfrontament, amb el Joker per un costat i el Pingüí i el Barreter Boig per l'altre. El Joker els sotmet ràpidament a tots dos amb un esclat de gasos del riure d'un dels seus molts aparells.

### Post-Crisi
Després de la crisi reiniciant la història de l'Univers DC, el Pingüí va quedar relegat a aparicions esporàdiques, fins que l'escriptor Alan Grant (que abans havia escrit la història d'origen del Pingüí "The Killing Peck" a Secret Origins Special # 1) i el dibuixant Norm Breyfogle el van portar. enrere, més mort que mai. Durant l'era de Tim Drake com a Robin, el Pingüí forma una breu col·laboració amb l'hipnotitzador Mortimer Kadaver, que l'ajuda a falsificar la seva pròpia mort com a diversió per colpejar un Gotham que no ho esperava. El Pingüí mata més tard a Kadaver després de tapar-se les seves pròpies orelles amb paper higiènic perquè l'hipnotitzador ja no tingui poder sobre ell.
El Pingüí reapareix durant el període de Jean Paul Valley com a Batman i és una de les poques persones a deduir que Vall no és el Croat Emmascarat original. Per confirmar la seva teoria, segresta Sarah Essen Gordon, la col·loca en una trampa per a que mori a la mitjanit i es posa a disposició, aprofitant l'oportunitat de burlar-se del seu marit, el comissari Gordon, quan s'apropa la mitjanit. Un Gordon cada cop més enfurismat està gairebé impulsat per llançar-lo del sostre de la seu de la policia abans que Valley rescati els moments de Sarah abans de la mitjanit. Al sortir de Valley, diu: "No hi ha res que el Pingüí em pugui tirar a mi que no he vist abans." El Pingüí d'acord amb aquest sentiment de mala gana, acceptant que s'ha convertit en passat.
Posteriorment, el Pingüí dirigeix les seves atencions cap a un nou modus operandi, que funciona darrere d'un restaurant i un casino legítims que ell anomena "The Iceberg Lounge", que Batman de vegades utilitza com a font d'informació criminal del món infernal. Tot i que és arrestat per activitats delictius diverses vegades durant la seva "reforma", sempre aconsegueix assegurar la seva sortida a la presó gràcies als seus cars advocats.
A la història de "No Man's Land", la ciutat de Gotham està gairebé anivellada per un terratrèmol. El Pingüí es queda enrere quan el govern dels Estats Units bloqueja la ciutat. Es converteix en un dels principals actors de la ciutat sense lleis, utilitzant les seves connexions per guanyar-se negociant els diners que ningú més a Gotham podria utilitzar per a mercaderies a través dels seus contactes fora de la ciutat. Es descobreix que una d'aquestes connexions és Lex Luthor i la seva empresa LexCorp. La informació del Pingüí ajuda a Luthor a controlar els registres de la propietat de Gotham, però Luthor l'acomiada quan el Pingüí intenta fer xantatge a Luthor.
El Pingüí arriba als fets de la Infinite Crisis. En el setè número, se'l mostra breument com a part de la batalla de Metròpolis, una baralla de diversos personatges iniciada per la "Societat Secreta de Super Vilans". El Pingüí, juntament amb diversos altres vilans, es van arruïnar per l'aparició sorpresa de Bart Allen.
Un any després, mentre el Pingüí es troba lluny de la ciutat de Gotham, el Gran Tauró Blanc i el Tally Man maten molts dels pobres que havien treballat per a ell i emmarquen el reformat Harvey Dent. El Gran Tauró Blanc havia previst prendre el sindicat penal de Gotham i eliminar la competència, inclòs el Pingüí. Al seu retorn a Gotham, el Pingüí continua afirmant que s'ha dirigit directament i torna a obrir l'Iceberg, venent mercaderies de preuat Pingüí. Insta l'Enigma a evitar el delicte, ja que el seu nou estil de vida ombrívol, però legal, és més lucratiu.
El Pingüí va ser presentat com una figura destacada en l'enllaç de Gotham Underground a la sèrie Countdown. Lluita contra una guerra de bandes contra Tobias Whale, Intergang i New Rogues, mentre que suposadament dirigia un "ferrocarril subterrani" per a delinqüents. Al final, Batman convenç el Pingüí perquè es converteixi en el seu informador.
El Pingüí després perd el suport de Batman després de la misteriosa desaparició i l'explotació d'Intergang del retorn dels déus Apokoliptan. Apareix a Battle for the Cowl: The Underground, que representa els efectes de la desaparició de Batman sobre els seus enemics.
La banda del Pingüí és absorbida per Black Mask II, que controla les seves activitats criminals. El Pingüí, amb l'ajuda del  Barreter Boig, segresta Batman i li renta el cervell per assassinar la màscara negra.
Durant els esdeveniments del Dia més brillant, les Aus rapinyaires descobreixen el Pingüí colpejat i apunyalat als peus del the Canari Blanc. Els ocells el rescaten i fugen al Iiceberg. Mentre es recupera, el Pingüí expressa la seva atracció per en Dove. Finalment, el Pingüí revela que la seva lesió ha estat una mala intenció i que ell treballa amb el Canari Blanc a canvi de fitxers informàtics valuosos a la comunitat de superherois. Ell traeix els ocells i lesiona greument tant a Lady Blackhawk com a Hawk abans que la Caçadora el derroti. La Caçadora el tanca amb la intenció de portar-lo amb ella, només l'Oracle li ha informat que ella l'ha de deixar anar a causa d'un cap de policia per als ocells. La Caçadora considera matar-lo amb la ballesta, però finalment el deixa lligat i enganxat a un carreró amb la promesa que més endavant posaria la seva venjança.
El Pingüí és finalment atacat pels Secret Six, que maten molts dels seus guàrdies en una emboscada a la seva mansió. Bane li informa que necessita informació sobre els socis de Batman, ja que planeja matar Red Robin, Batgirl, Catwoman i Azrael. El Pingüí aviat va trair la ubicació de l'equip, la qual cosa té com a resultat la Lliga de la Justícia, els Titans Adolescents, els Ocells de presa, la Justice Society i diversos altres herois caçant i capturant els delinqüents.
En aquest moment, un nou supervilà, que es diu l'Arquitecte, planta una bomba al Iceberg Lounge com a venjança pels crims comesos per l'avantpassat del Pingüí. Tot i que Blackbat i Robin són capaços d'evacuar l'edifici, el saló queda destruït per l'explosió.

### The New 52
A The New 52 (un reinici del 2011 de l'univers DC Comics), el Pingüí és un client d'un criminal anomenat Raju que va ser enviat a oferir or al Dollmaker per l'alliberament de Batman. Mentre es trobava al seu Iceberg Casino, el Pingüí veu una Charlotte Rivers disfressada a les seves càmeres de vigilància i li diu a la seva companya Lark que s'assegura que Rivers té "una història per morir". Durant el crossover Mort de la Família, el Pingüí posa la seva mà dreta Ignatius Ogilvy a càrrec de les seves operacions en la seva absència temporal. No obstant això, Ogilvy utilitza l'absència del Pingüí per declarar-lo mort, prenent la seva colla i matant els lleials a ell. Sota l'àlies de l'emperador Penguin, Ogilvy es fa càrrec de les operacions del Pingüí. Després de la derrota del Joker, Batman intenta sense èxit empresonar el Pingüí al Penitenciari de Blackgate, només per ser obligat a alliberar-lo més tard. En assabentar-se de la traïció d'Ogilvy, el Pingüí ataca el nou imperi del seu ex-home, però Batman intervé i l'arresta. El Pingüí no és culpable, però, gràcies a les maquinacions del seu aliat Mr. Combustible. Mentrestant, Ogilvy allibera el sèrum Man-Bat de Kirk Langstrom a la ciutat de Gotham convertint a molts dels ciutadans en les criatures. Langstrom descobreix una cura, tornant els ciutadans a la normalitat. A continuació, Ogilvy pren el sèrum juntament amb les incorporacions d'Heura Verinosa. L'emperador Pingüí repta a Batman obertament a una lluita, derrotant el vigilant emmascarat amb la seva nova destresa i deixant-lo ser rescatat pel Pingüí. La parella es força una aliança temporal i derrota Ogilvy.
El Pingüí també va tenir un paper en l'origen reinici de Canària Negra. A Birds of Prey vol. 4 # 0, Dinah va intentar lliurar una feina al Iceberg Lounge, sabent que aviat brindaria allí un grup de l'organització de Basilisk que estava perseguint. Malauradament, el Pingüí no tenia l'hàbit d'adreçar-se a les sol·licituds de feina, així que ella va decidir demostrar-se la seva valor infiltrant-se per ella mateixa. Quan va arribar al bany del Pingüí, aquest no es va impressionar pas. Per demostrar la seva vàlua, va demostrar la seva habilitat especial: un crit sonor que podia trontollar el sostre, si fos prou intens. Naturalment, el crit va alertar els atacants del Pingüí, i va fer un breu treball d'ells amb les seves habilitats d'arts marcials. Finalment impressionat, el Pingüí la va contractar i la va batejar com a Canària Negra, d'acord amb el tema ornitològic.
Durant la història "Forever Evil", el Pingüí es troba entre els dolents reclutats pel Sindicat del crim d'Amèrica per unir-se a la Societat Secreta de Super Vilans. Amb els herois desapareguts, el Pingüí es converteix en alcalde de la ciutat de Gotham i divideix els diferents territoris entre els interns de l'Asil d'Arkham. Bane recupera Ignatius Ogilvy (ara anomenat com a emperador Blackgate) per al Pingüí com a part del seu acord. Quan el porta al Pingüí, li diu a l'emperador Penguin que els combatents d'Arkham no tenen por de Bane, ja que no infon la por com va fer Batman.

### DC Rebirth
A la seqüela de Watchmen Doomsday Clock, el Pingüí es troba entre els vilans que assisteixen a la reunió subterrània que convoca l'Enigma i que parla sobre la teoria de Superman. Quan el Pingüí suggereix que lliuren a Moonbow i Typhoon al govern que suposadament els ha creat, Typhoon ataca el Pingüí fins que el Comediant cessa la reunió.

## Caracterització

### Habilitats
El Pingüí és un mestre criminal que aspira a ser ric, poderós i respectat (o almenys temut) per l'alta societat de Gotham. La riquesa del Pingüí li dona accés a millors recursos que la majoria dels altres vilans de Batman, i és capaç de barrejar-se amb l'elit de Gotham, especialment contra aquells que planeja apuntar en els seus futurs crims. També és capaç de tornar al seu estil de vida de luxe amb molta facilitat malgrat els seus violents antecedents criminals i penitenciaris. Fins i tot ha intentat diverses vegades entrar al món polític, fins i tot llançant campanyes electorals cares. El Pingüí també té connexions fortes amb altres regnes criminals a tot Gotham, cosa que li permet contractar als seus assassins i treballadors per espiar-los fàcilment. El Pingüí es basa en l'astúcia, l'enginy i la intimidació per explotar el seu entorn amb ànim de lucre, i habitualment apareix com a més racional i sa que d'altres vilans de Batman.
Tot i que sovint delega els treballs bruts en els seus lladregots, no se n'està d'emprendre accions agressives i letals pel seu compte, sobretot quan se'l provoqui. Malgrat la seva aparença i la seva estatura, és un perillós cos a cos perillós amb prou habilitats autodidactes en judo, esgrima, ninjutsu i boxa a punys nus, aclapara els atacants moltes vegades per la seva mida i el seu pes físic. El Pingüí se sol retratar com un combatent físic capaç quan sent que la situació ho requereix, però el seu nivell d'habilitat varia molt segons l'autor; el personatge ha estat escrit tant com un joc físic per a Batman com per algú, el vigilant emmascarat, és capaç de derrotar amb un cop de puny. Els seus crims sovint giren al voltant de robar objectes valuosos relacionats amb ocells i el seu cotxe i altres vehicles sovint tenen un tema ornitològic.

### Equipament
El Pingüí utilitza una varietat de paraigües, en particular el paraigües búlgar. Aquests solen contenir armes com metralladores, puntes d'espasa, míssils, làser, llançaflames i dispositius de ruixat d'àcid o gas verinós disparats des de la ferruja (però, el Pingüí és capaç d'armejar els seus paraigües d'una manera gairebé il·limitada). Depenent de l'escriptor, alguns dels seus paraigües poden portar múltiples armes alhora. Sovint porta un paraigua que pot transformar la seva marquesina en una sèrie de fulles de filar: es pot utilitzar com a helicòpter en miniatura o com a arma ofensiva; sol utilitzar-ho per escapar d'una situació amenaçadora. De vegades es representa la marquesina del paraigua com un escut resistent a les bales, i alguns es dibuixen de diferents maneres des d'una espiral capaç d'hipnotitzar els adversaris fins a signes cridaners. També pot demanar als seus ocells voladors que ataquin i confonguin els seus enemics en batalla.

## En altres mitjans

### Batman

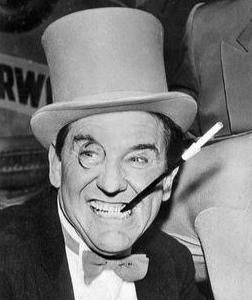
Burgess Meredith com "El Pinguí" a Batman.

Burgess Meredith va interpretar el paper de El Pingüí a la sèrie de televisió dels anys 60 Batman. Li van oferir el paper a Spencer Tracy, però va dir que només acceptaria el paper si se li permetés matar Batman. L'actuació de Meredith és potser recordada millor per la seva rialla de signatura, destinada a imitar la gana d'un pingüí (un dels causants de la rialla van ser els cigarrets que el personatge sempre fumava, cosa que va irritar la gola de Meredith ja que era un ex-fumador.) Els seus matons porten bombins negres i roba fosca adornada amb noms de diversos animals de presa, com ocells ("Falcó") o peixos ("Tauró"), o de vegades simplement" Henchman ". La seva cel·la de la presó es troba a la secció" Supervilans "al costat del Joker, l'Enigma, Catwoman, Egghead, King Tut i la cèl·lula del falsificador Ballpoint Baxter. En un episodi, afirma que va ser actor. A la pel·lícula que va prosseguir la sèrie, comanda un submarí nuclear pintat per semblar un pingüí. El seu nom, Oswald Cobblepot, mai no va ser utilitzat en aquesta sèrie ni en la pel·lícula; els subordinats de Joker, i fins i tot al jutjat penal, se li identifica en lloc de "Sr. Pingüí ". Ocasionalment utilitza" Mr. PN Guinn "com a àlies. Burgess Meredith també va fer una breu aparició com cameo com a Pingüí en l'episodi de la sèrie The Monkees (1968) titulat "Monkees Blow Their Minds".

#### Gotham

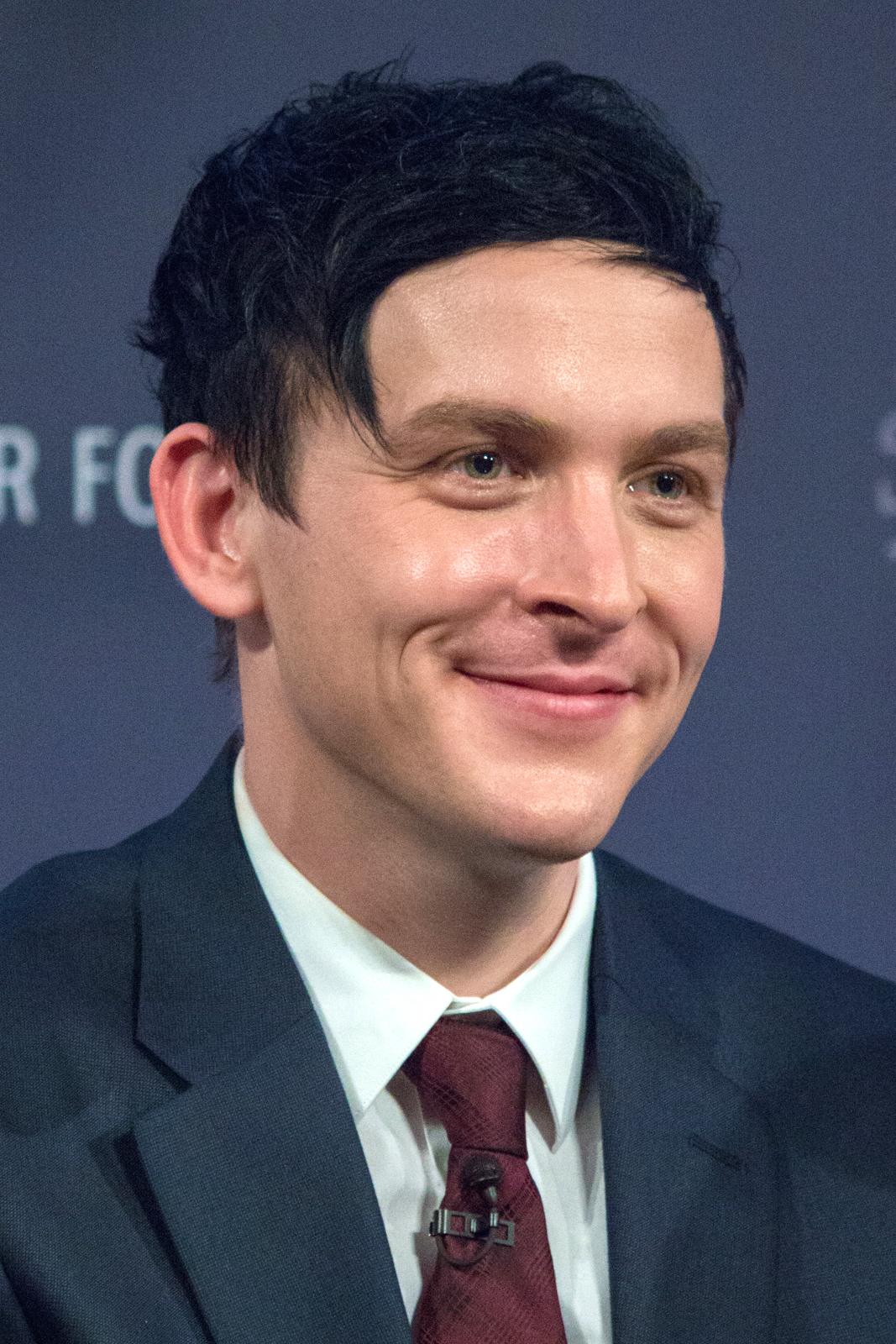
Robin Lord Taylor interpreta a un jove Oswald Cobblepot Oswald Cobblepot a la sèrie del 2014 Gotham.

Robin Lord Taylor interpreta a un jove Oswald Cobblepot a la sèrie de televisió Gotham, com un dels personatges principals del programa, i també se l'ha anomenat el personatge de ruptura del programa. Aquesta versió del personatge és un criminal despietat de petit temps que, al començament de la sèrie, treballa per al mafiós Fish Mooney (Jada Pinkett Smith).. La sèrie mostra el seu ascens al poder i el seu viatge cap a convertir-se en el Pingüí. Aquesta versió del personatge és homosexual, i té una complicada relació amor-odi amb el seu company criminal Edward Nygma (Cory Michael Smith).

#### Animació
- El Pingüí és un personatge important a The Adventures of Batman, de Filmation, en què la veu del personatge va ser proporcionada per Ted Knight.
- Juntament amb el Joker, el Pingüí va ser un dels personatges que van aparèixer en els episodis de The New Scooby-Doo Movies - "The Dynamob Scooby-Doo Affair" i "The Caped Crusader Caper" - que després es van combinar al DVD Scooby-Doo Meets Batman. Ted Knight va tornar a donar-li veu.
- Al principi, el Pingüí se suposava que va aparèixer a la temporada del Desafiament dels Super Amics dels Super Friends com a membre de la Legion of Doom. No obstant això, a causa del desenvolupament de The Adventures of Batman, el Pingüí es va limitar a aparèixer en la sèrie.[37]
- A la sèrie The New Adventures of Batman, de Filmation, El Pingüí té la veu de Lennie Weinrib. Freqüentment fa les seves rialles i riu amb una forma similar a la creada per Burgess Meredith, tot i que té un accent elegant. Apareix a "Llegir, escriure i equivocar-se", "Els ocells d'una ploma enganyats junts", i "Tenir un dia dolent, parts 1 i 2".
- Quan el Pingüí va aparèixer a l'episodi "El cas dels poders robats" de The Super Powers Team: Galactic Guardians, va ser doblat per Robert Morse. És mostrat a la presó com a company de cel·la de Félix Faust. Guanya superpoders de Superman per accident quan Félix Faust intenta aconseguir-los per ell mateix. Batman no apareix a l'episodi. Utilitzant els poders de Superman, comet una onada de crims on aconsegueix derrotar Hawkman, Samurai i Aquaman. Amb un jet pack i un làser que emet energia del Sol Vermell, Superman s'uneix a Wonder Woman i Firestorm per combatre el Pingüí fins que els dimonis de Félix Faust el capturen. Després que Firestorm i Wonder Woman facin un truc amb kriptonita per aconseguir que Felix Faust torni els poders de Superman, el Pingüí i Félix Faust són retornats a la presó, on tornen a ser companys de cel·la, per a consternació dels dos vilans.
- The Penguin apareix a DC Animated Universe, doblat per Paul Williams en totes les seves aparicions, excepte a Batman: Mystery of the Batwoman, on és doblat per David Ogden Stiers.
  - Pingüí apareix a Batman: The Animated Series. Aquesta versió del personatge presentava les deformitats físiques de la versió de Batman Returns, com ara les aletes, un nas semblant al bec i una obvietat evident, però va conservar els tradicionals refinats maneres i personalitat del seu homòleg al còmic, tot i que encara es refereix a ell mateix com a "ocell". Fins i tot té l'ànec de goma tal com es veu a l'episodi "The Mechanic". Entre les seves aparicions més destacades s'inclouen els episodis "20 - He Got Batman in My Basement", "29 - El estrany secret de Bruce Wayne", "35 - Casi Got 'Im", "48 - The Mechanic", "52 - Ocells d'una ploma "," 54 - Cec com a ratpenat ", i" 72 - segona oportunitat ". És l'únic vilà de la sèrie que no té una història d'origen.
  - Pingüí torna en el seguiment de 1997 de la sèrie animada original, The New Batman Adventures. En aquesta sèrie, el personatge apareixia més com la seva tradicional representació de còmics. El seu paper també va ser similar al dels còmics: un empresari i magnat "legítim" que dirigeix un club nocturn anomenat "The Iceberg Lounge". A "Joker's Millions", El Pingüí llança a un Joker recentment ric (que havia heretat una fortuna d'un mafiós rival) una festa al Iceberg Lounge. Tot i això, la mà dreta del mafiós va atacar la festa, enfadant-se que Joker va heretar els diners en lloc d'ell. Pingüí, Joker i la resta de convidats són rescatats per Nightwing i Batgirl. Més tard, El Pingüí intenta impedir que Batman interrogui un dels incògnits del Joker al Iceberg Lounge, però ho considera i decideix en contra. A "The Ultimate Thrill" El Pingüí contracta a Roxy Rocket per robar-li objectes de valor. Quan els heists de Roxy comencen a amenaçar amb exposar al Pingüí, ell intenta matar-la. Quan s'escapa, ordena a les seves filles d'assassinar-la. Posteriorment Batman arriba a l'apartament de El Pingüí i, després d'una breu brega, el interroga per on es troba Roxy. A "Girl's Night Out" El Pingüí intenta fer Livewire, Harley Quinn, i Heura Verinosa abandonen el Iceberg Lounge per provocar una commoció. En represàlia, Heura Verinosa inundal saló amb vinyes; Pingüí més tard es veu que va tenir contractats arboristes per tallar-los. A "El dia del judici", es mostra al Pingüí comprant joies robades a Killer Croc i Dues Cares, a qui fa trampa amb la seva retribució legítima. Després que marxen, El Pingüí és atacat per un vigilant conegut com el Jutge, que ataca al Pingüí i el fa aixafar amb una gran punta de Pingüí. Un informe de notícies esmenta que El Pingüí va sobreviure, però va quedar en estat crític.
  - El Pingüí apareix a Superman: The Animated Series,, a l'episodi "Knight Time", en el qual Superman (disfressat de Batman) i Robin l'interroguen per trobar el Sombrerer boig.
  - Tot i que el Pingüí no apareix a Batman Beyond, un dels vestits del El Pingüí es veu a la pantalla de la Batcova a l'episodi "Black Out". També es pot veure a l'episodi “Fora del passat” un actor escènic que l'interpreta en l'obra de teatre musical The Legend of Batman. Quan li va preguntar sobre el destí del El Pingüí, el creador d'espectacles, Paul Dini, va declarar que el El Pingüí va acabar retirant-se de la indústria de discoteques (presumptament tancant el Iceberg Lounge) i obrint una guarderia, on els nens l'anomenen 'Uncle Pengy'.[38]
  - Si bé el Pingüí no apareix a Justice League Unlimited, el seu club, el Iceberg Lounge, fa una aparició cameo al començament de l'episodi "This Little Piggy". Batman també es refereix a una ocasió en què va haver de reemplaçar a un cantant que El Pingüí havia segrestat.
- El personatge va aparèixer a The Batman, doblat per Tom Kenny. En aquesta continuïtat, el Pingüí es preocupa principalment de restablir el nom de família Cobblepot a la societat robant als ciutadans de Gotham per reconstruir la seva riquesa. Si bé comparteix l'amor d'encarnació còmica per les aus i la mirada aristocràtica, aquest Pingüí va conservar un aspecte deformat més similar al de Batman Returns, però amb els cabells ataronjats (semblants a les crestes d'un Pingüí de roba) en lloc de negre i calbós, dents afilades i punxegudes i dits fusionats. Quan és capturat, és col·locat a l'Asil Arkham, tot i que El Pingüí és bo en la majoria de les altres representacions. A més de ser un cavaller com en la majoria de les encarnacions, se'l representa com maleducat, egoista i arrogant. De vegades és ajudat per dues criades, una parella emmascarada anomenada Kabuki Twins, i sovint és parella amb el Joker. A més, coneix les arts marcials després d'entrenar-se a Àsia i és prou atlètic per implicar-se en un combat cos a cos amb Batman, esquivant-se i paralitzant-se amb els seus diversos paraigües trucs, fins i tot derrotant el Joker a l'episodi "The Laughing Bat". Té una rancúnia en contra Alfred Pennyworth perquè els Pennyworths van deixar el servei dels Cobblepots generacions abans. El concepte art no utilitzat de la mostra indica que s'havia considerat una versió més clàssica de El Pingüí per a l'espectacle.[39]
- A la sèrie d'animació Krypto the Superdog, els ocells entrenats del Pingüí, coneguts com a Bad News Birds, són enemics recurrents de Krypto i d'Ace the Bat-Hound. The Bad News Birds són en Artie el Fraret, Griff el Voltor (doblat per Matt Hill) i Waddles el Pingüí (doblat per Terry Klassen). Tot i que es fa referència al Pingüí en aquesta sèrie, mai no fa acte de presència.
- El Pingüí apareix a Batman: The Brave and the Bold amb veu de Stephen Root. A "Legends of the Dark Mite!", Apareix en la fantasia de Bat-Mite. A "Aquaman's Outrageous Adventure!", Batman acaba tractant la petjada del crim de Penguin. Quan Batman és capturat i col·locat en un parany d'aus potables mortals, Aquaman arriba al seu rescat i queda impactat pel Pingüí, que revela que els seus drons paraigües repartiran un gas paralític a la ciutat de Gotham. Aquaman aconsegueix entrar en contacte amb alguns crancs per alliberar la família, ja que el Pingüí li dedica als seus esbarts a Batman i la família Aquaman. Batman redirigeix els drons de paraigües cap a l'oceà i després persegueix el Pingüí. En posar-se al seu submarí, Batman aconsegueix embolicar el paraigua del Penguin amb la seva capa i derrotar-lo. Després va venir a "Calfred de la nit!" com un dels vilans en una subhasta d'armes de Joe Chill. El Pingüí té un cameo ràpid en el teaser de "L'última patrulla!" i també apareix a "Nit dels ratpenats!" lluitant contra Aquaman amb una disfressa de Batman, que només serà derrotat més endavant.
- El Pingüí és citat diverses vegades a Beware the Batman. A "Animal", Harvey Dent i la seva Unitat de Crim especial estan mirant un esbós del Pingüí, amb Dent que es pregunta si només sembla un Pingüí o en realitat. A "Epitaph", un diari llegit per un policia té un títol sobre els albiraments de "Penguin Man". En el mateix episodi, un marcatori de notícies mostral titular "Oswald Cobblepot identificat com a" Pingüí Home ".
- Beware the Batman. apareix a l'episodi "Double Cross" de Justice League Action, doblat per Dana Snyder. És qui contracta Deadshot per eliminar Dues Cares.

### Cinema
- En el guió escrit per Tom Mankiewicz per a la pel·lícula The Batman (no realitzada), que més tard va ser la pel·lícula Batman de 1989, el Pingüí va aparèixer com a distribuïdor d'armes amb baixa temperatura corporal, descrit com un "home prim i alt". El difunt Peter O'Toole va ser considerat pel paper.[40]
- En un esborrany inicial de Batman 2, que es va fer després com a Batman Returns, la trama principal implicava que el Pingüí i Catwoman anessin després d'un tresor amagat.[41]
- Burgess Meredith va tornar a repetir el paper de Pingüí a la pel·lícula de 1966, Batman, juntament amb altres personatges del programa de televisió.
- Danny DeVito va interpretar el Pingüí a Batman Returns. Mentre que aquest Pingüí conservava moltes marques, com una varietat de paraigües trucs i l'ús d'un monocle, se li va donar un canvi d'imatge visual dramàtic. Si la versió còmica varia entre un cap calb de cabell curt tallat i diversos graus d'aprimament, aquest Pingüí continua essent calb a la part superior, però amb la longitud restant de cabells llargs i cordats. Les seves mans són aletes amb un dit polze i índex, i els tres dits restants es fonen entre si. Un líquid similar a la bilis de color groc i verd fosc no identificat, de vegades, li brolla del nas i la boca. En lloc d'un esmòquing, porta un vestit més gòtic, victorià vestit a l'estil d'un jabot en contraposició a una corbata. En determinades escenes, també porta unes botes negres, un dickey, i un vestit. Tot i això, el disseny de Burton va mantenir el barret superior vist als còmics juntament amb un monocle i un cigarret en algunes escenes. També té gana semblant a pingüins, com es mostra en una escena on devora un peix cru. El director Tim Burton, inspirat en la pel·lícula El gabinet del Dr. Caligari, va tornar a imaginar el personatge no com un eloqüent senyor del crim, sinó un assassí deformat, psicopàtic i infanticida que manté una rancúnia homicida contrals aristòcrates de Gotham City. La pel·lícula li proporciona un fons en què els seus rics pares Tucker i Esther Cobblepot (Paul Reubens Diane Salinger), que temien que esdevingués una amenaça cap a la societat després de veure'l atacant el gat, el llencen a una claveguera sent un nadó, però va sobreviure i va ser criat pels pingüins del zoo abandonat, i va viatjar a l'espectacle freak de la Red Triangle Circus Gang de petit. 33 anys després, va tornar a aparèixer com a adult per candidat a l'alcalde de Gotham amb l'ajut de l'empresari corrupte Max Shreck (Christopher Walken). Mentrestant, planeja matar a cada fill primogènit de l'elit de Gotham, i s'uneix a Catwoman (Michelle Pfeiffer ) per acusar Batman (Michael Keaton) per assassinat. Batman esvaeix el seu esquema i el Pingüí mor després d'un duel climàtic amb el Cavaller Fosc on sucumbeix a les ferides que van patir a la caiguda del seu sostre i a les aigües residuals tòxiques. La seva família de pingüins du a terme un funeral improvisat, fent tornar el seu cos a l'aigua.
- El Pingüí es referit directament a Justice League (2017). En una escena amb diàleg entre Bruce Wayne / Batman i Alfred Pennyworth, aquest últim fa una idea sobre com la gent solia haver de preocupar-se per "explotar pingüins de vent", una referència a Batman Returns.[42]
- Al setembre del 2019, es diu que The Penguin apareixerà a la propera trilogia de Batman de Matt Reeves, amb Jonah Hill en negociacions.[43]